# 玄教
玄教是道教正一道的一个支派，由元朝张天師张宗演的弟子张留孙在北京形成的一个道派。
當時元朝皇帝邀請张宗演來大都，並請其留京傳教，张宗演推說不習華北水土，返回江西龍虎山，而其弟子張留孫則留在京城，並受到皇帝的恩宠，受封「玄教大宗師」，因此玄教自成一派，在元朝成为了正一道的核心，但仍遙奉龍虎山正一道張天師為教主，玄教主要传播范围在江南。
明朝以后，朝廷不承认玄教大宗师的地位，于是玄教解体，重新归入正一道。

## 组织结构
玄教的最高领导者是掌教。除第一代掌教由皇帝直接任命以外，后任都是由前任掌教选定后，由皇帝下诏任命。而后任也是在前任在世时已经确定，称为“嗣师”。
玄教的日常事务择由崇真万寿宫提点负责。
历任掌教：
1. 张留孙
2. 吴全节
3. 夏泳文
4. 张德隆
5. 于有兴